# Nodaria cingala
Nodaria cingala är en fjärilsart som beskrevs av Moore 1885. Nodaria cingala ingår i släktet Nodaria och familjen nattflyn. Inga underarter finns listade i Catalogue of Life.